# Монмут (Илиноис)
Монмут (енгл. Monmouth) град је у америчкој савезној држави Илиноис. По попису становништва из 2010. у њему је живело 9.444 становника.

## Демографија
Према попису становништва из 2010. у граду је живело 9.444 становника, што је 397 (4,0%) становника мање него 2000. године.
| Група             | 2000.         | 2010.         |
| Белци             | 8.940 (90,8%) | 7.576 (80,2%) |
| Афроамериканци    | 276 (2,8%)    | 272 (2,9%)    |
| Азијати           | 46 (0,5%)     | 66 (0,7%)     |
| Хиспаноамериканци | 428 (4,3%)    | 1.358 (14,4%) |
| Укупно            | 9.841         | 9.444         |